# N19 (Niger)
Die N19 oder RN19 ist eine hochrangige Straße vom Typ Nationalstraße (französisch route nationale) in den Regionen Maradi und Zinder in Niger.

## Verlauf und Charakteristik
Die N19 ist insgesamt 156,5 Kilometer lang. Sie beginnt im Gemeindehauptort Tchadoua in der Region Maradi als Abzweigung von der N1. Sie führt durch die Dörfer Wakasso, Jantoudou und Maï Tsakoni und erreicht den Gemeindehauptort Sarkin Haoussa. Dort zweigt rechts die Landstraße RR4-006 nach Aguié ab. Im Dorf Kotaré zweigt links der erster Streckenteil der N37 nach Kornaka ab. Die N19 quert dann das Trockental Goulbin Kaba und erreicht die Stadt Mayahi. Dort zweigt rechts der nach Tessaoua führende zweite Streckenteil der N37 ab.
Nach der Stadt Mayahi handelt es sich bei der N19 nur noch um eine einfache Piste. Sie passiert die Grenze zwischen den Regionen Maradi und Zinder und mündet schließlich beim Gemeinde- und Departementshauptort Belbédji in die N32.

## Geschichte
Der Streckenabschnitt zwischen Tchadoua und Mayahi wurde ab 2016 ausgebaut und befestigt. Im Zuge dessen erhielt die N19 im Stadtgebiet von Mayahi eine Beleuchtung mit 200 Straßenlampen.